# Gilgamesh (együttes)
A Gilgamesh (1972–1975, 1977–1978) egy fúziós jazzegyüttes volt az 1970-es években. A canterburyi szcéna tagjaként működött, a billentyűs játékos Alan Gowen vezetésével.

## Életút
A Gilgamesh alapítói Gowen és a dobos Mike Travis voltak, akik egy projektben együtt dolgoztak a gitáros Rick Morcombe-bal. Az eredeti Gilgamesh-felállás Gowent, Travist, Morcombe-ot, Jeff Clyne-t és a szaxofonista Alan Wakemant tartalmazta.
Eltartott egy ideig, míg a zenekar létszáma stabilizálódott. Clyne-t például Richard Sinclair helyettesítette 1973. januári, bemutatkozó koncertjükön. Nem sokkal ezt követően beállt a kvartett formáció Gowen, Travis, a gitáros Phil Lee (Travis javaslatára) és a basszusgitáros Neil Murray személyében. 1973-ban rendszeres koncertek következtek, köztük két különleges fellépés a Hatfield and the North együttessel, amely egy "dupla-kvartett" részt is tartalmazott, benne Gowen 40 perces szerzeményével. Készítettek egy bemutatkozó szalagot is koncertek és lemezfelvételek lekötéséhez.
1973 végén Murray-t Steve Cook váltotta, de a koncertek egyre ritkultak, eltekintve egy rádió fellépés-sorozattól a BBC jazz-programjaiban. Ezek egyikére az együttes kibővült egy második billentyűs játékossal, Peter Lemerrel. 1975-ben végre sikerült szerződést kötniük a Virgin kiadó divíziójával, a Caroline Records kiadóval és felvették bemutatkozó albumukat a Virgin által tulajdonolt Manor Studios üres idejében. A lemez koproducere a Hatfield-béli Dave Stewart volt.
Gowen és Stewart barátokká váltak az eltelt hónapok alatt és további lehetséges együttműködésről tárgyaltak, de Stewart aggódott amiatt, hogy képes lesz-e egyszerre két együttesben zenélni. Mikor a Hatfield and the North 1975 közepén végleg feloszlott, Stewart csatlakozott a Gilgamesh-hez kisegítő tagként és játszott is egy koncerten, valamint néhány rádió-fellépésen. Időközben tervek szövődtek egy Stewart-Gowen együttműködést illetően, melyek aztán a National Health együttesben materializálódtak. Az együttes tagja lett rövid ideig a Gilgamesh gitárosa, Phil Lee is. A Gilgamesh 1975 végén szűnt meg, miután törölte meghirdetett skóciai turnéját.
1977-ben, miután elhagyta a National Health-et, Gowen újraformálta a Gilgamesht Murray, Lee és a dobos Trevor Tomkins (aki hosszú ideig dolgozott együtt Leevel) részvételével, alkalmankénti próbák céljaira. 1978 júniusában vették fel a második albumot, Another Fine Tune You've Got Me Into címmel (1978-ban adta ki a Charly Records). A lemezen Gowen, Lee, Tomkins és a basszusgitáros Hugh Hopper játszik. Ezt követően a Gilgamesh megszűnt létezni. Néhány évvel később, 1981-ben Gowen meghalt.
2000-ben a Cuneiform Records kiadta az együttes archív felvételeit Arriving Twice cím alatt. Az album tartalmazta az 1973-as demót, valamint két rádió felvételt 1974-75-ből. A felvételeken – váltakozva – Gowen, Lee, Travis, Murray, Cook, Clyne és Peter Lemer szerepeltek. A lemezen hallható néhány korábban meg nem jelent kompozíció, például az "Extract", a Gilgamesh/Hatfield and the North "dupla-kvartett" műve is.

## Diszkográfia
- Gilgamesh (1975., Caroline Records)
- Another Fine Tune You've Got Me Into (1978., Charly Records)
- Arriving Twice (2000., Cuneiform Records)

## Külső hivatkozások
- Kérdések és válaszok a Calyxon

## Fordítás
- Ez a szócikk részben vagy egészben  a   Gilgamesh (band) című angol Wikipédia-szócikk ezen változatának fordításán alapul.  Az eredeti cikk szerkesztőit annak laptörténete sorolja fel. Ez a jelzés csupán a megfogalmazás eredetét és a szerzői jogokat jelzi, nem szolgál a cikkben szereplő információk forrásmegjelöléseként.